# Drino parachrysops
Drino parachrysops är en tvåvingeart som först beskrevs av Mario Bezzi 1925.  Drino parachrysops ingår i släktet Drino och familjen parasitflugor. Inga underarter finns listade i Catalogue of Life.